# Brigada da Legião do Rei Alfonso XIII

Brasão da Brigada.

A Brigada de la Légion Rey Alfonso XIII (BRILEG) é uma importante formação militar tática da Legião Espanhola composta por 2 tercios com elementos baseados em Viator ( Almeria ) e Ronda ( Málaga ) 

## História
A Brigada foi criada em 11 de agosto de 1995, ocupando as instalações da antiga XXIII Brigada de Infantaria Motorizada. Em 1996, a brigada recebeu a denominação de "Rei Alfonso". A nova Brigada fazia parte das Forças de Ação Rápida do Exército, que em 2006 foi rebatizada de Comando da Força Leve. Ela foi reorganizada em 2015 em uma Brigada Orgânica Multifuncional Leve.   

## Estrutura
- Legion HQ (Viator)
- Unidade HQ de Serviços "Álvarez de Sotomayor"
- 3ª Legião Tercio "Don Juan de Austria" ( Almería )
  - 7ª-3ª Infantaria protegida Bandeira "Valenzuela"
  - 8º-3º Bandeira da infantaria protegida "Colon"
  - Grupo de Artilharia
  - Batalhão de Engenharia
  - Grupo de Logística
  - Grupo de cavalaria leve blindada "Monarcas Católicos"
  - Empresa de Inteligência
  - Banda Militar
- 4ª Legião Tercio "Alejandro Farnesio"
  - 10º Batalhão de Legião "Millán Astray"
    - Empresa de defesa anti-tanque
    - Signals Company